# Lill-Stenbiten
Lill-Stenbiten är en sjö i Sundsvalls kommun och Timrå kommun i Medelpad och ingår i Indalsälvens huvudavrinningsområde. Sjön är 9,3 meter djup, har en yta på 0,113 kvadratkilometer och är belägen 182 meter över havet. Sjön avvattnas av vattendraget Stenbitbäcken.
Sjön får  en skogssjö, och den får sitt huvudsakliga vattentillskott ifrån Stor-Stenbiten genom Stenbitsbäcken. Sjön står i förbindelse med Aspån (efter att först ha förenats med bäcken från Vågsjön) som rinner ut i Ljustorpsån, Indalsälvens sista större tillflöde.

## Delavrinningsområde
Lill-Stenbiten ingår i det delavrinningsområde (694094-157499) som SMHI kallar för Mynnar i Aspån. Medelhöjden är 202 meter över havet och ytan är 6,4 kvadratkilometer. Det finns inga avrinningsområden uppströms utan avrinningsområdet är högsta punkten. Stenbitbäcken som avvattnar avrinningsområdet har biflödesordning 4, vilket innebär att vattnet flödar genom totalt 4 vattendrag innan det når havet efter 15 kilometer. Avrinningsområdet består mestadels av skog (84 procent). Avrinningsområdet har 0,5 kvadratkilometer vattenytor vilket ger det en sjöprocent på 7,9 procent.